# Co-navigation
La co-navigation (en anglais co-browsing) ou navigation simultanée est la navigation conjointe sur Internet de deux personnes ou plus sur la même page Web au même moment.
Les premières expériences de co-navigation ont été rendues possibles par l'exécution d'un logiciel devant être téléchargé sur le poste de chaque participant. Certaines versions plus avancées ne nécessitaient plus que l'exécution locale du logiciel, ou de plugins ou applets. La plupart des outils étaient limités, dans le sens où un seul participant pouvait naviguer et les autres ne pouvaient que regarder, et ne faisaient que synchroniser l'URL de la page partagée.
La co-navigation intégrale gère désormais la synchronisation automatique des navigateurs, le contenu de formulaires et le contrôle de la souris. De nombreuses entreprises commencent à intégrer des logiciels de co-navigation sur leur site pour faciliter le travail du centre de contact client.
Une utilisation typique de la co-navigation est le shopping social
Le terme de co-navigation est aussi utilisé dans le monde du nautisme et de la plaisance. Porté par la vague de l'économie collaborative, il désigne le fait de mettre en relation des propriétaires de bateaux (voiliers ou bateaux à moteurs) avec des équipiers désireux de naviguer ensemble. Cette mise en relation est rendue possible par des sites web ou plus récemment des applications mobiles. La co-navigation est une forme moderne des classiques bourses aux équipiers.

## Éditeurs de solutions de co-navigation
- unblu
- WISAFORCE
- Livelook
- Clavardon
- Genesys
- VHAGYC